# Deux Heures de colle pour un baiser
Pour plus de détails, voir Fiche technique et Distribution.
Deux Heures de colle pour un baiser (Leidenschaftliche Blümchen) est un film ouest-allemand réalisé par André Farwagi et sorti en 1978. Il s'agit d'une adaptation du roman britannique The Passion Flower Hotel de Roger Longrigg publié en 1962.

## Synopsis
En été 1956, la jeune Américaine Deborah Collins arrive au pensionnat Sainte-Claire en Suisse. Elle alterne ses études avec diverses tentatives infructueuses de perdre sa virginité avec l'un des garçons d'une école privée située de l'autre côté du lac.

## Fiche technique
- Titre français : Deux Heures de colle pour un baiser ou Nid d'amour[2]
- Titre original : Leidenschaftliche Blümchen
- Réalisateur : André Farwagi
- Scénario : Paul Nicholas d'après le roman The Passion Flower Hotel (en) de Roger Longrigg
- Photographie : Richard Suzuki
- Montage : Nino Baragli
- Musique : Francis Lai
- Décors : Kurt Raab
- Producteur : Artur Brauner, Robert Russ, Allexander Zellermeyer
- Sociétés de production : CCC Filmkunst GmbH
- Pays de production :  Allemagne de l'Ouest
- Langue de tournage : allemand
- Format : Couleur (Eastmancolor) - 1,66:1 - Son mono - 35 mm
- Durée : 100 minutes
- Genre : Comédie érotique[2]
- Dates de sortie :
  - Allemagne de l'Ouest : 14 avril 1978
  - France : 27 juin 1979[2]

## Distribution
- Nastassja Kinski : Deborah, dite « Debbie »
- Carolin Ohrner (de) : Ruth
- Marion Kracht : Jane
- Véronique Delbourg : Marie-Louise
- Fabiana Udenio : Gina
- Gerry Sundquist (en) : Frederick, dit « Fibs »
- Gabriela Blum : Cordelia
- Hildegard Bruse : Mlle Bigelow
- Hertha von Walther: Mlle Abbott
- Alwy Becker (de) : Mlle Ganzarolli
- Kurt Raab : M. Fletcher
- Nigel Greaves : Carlos
- Sean Chapman : Rodney
- Peter Schmidt-Pawloff : John
- Stefano D'Amato : Plum Pudding
- Alexander Marcus : Malcolm
- Fritz Andraschko : M. Forbes

## Production
Le tournage s'est principalement déroulé au Schloss Ort (de), un château situé sur le Traunsee dans la ville autrichienne de Gmunden. Il a duré 36 jours entre le 17 août et le 8 octobre 1977.
En mars 1977, la jeune Nastassja Kinski fait sensation par son rôle dans L'Amour fou (Reifezeugnis), un épisode de la série Tatort, et se voit proposer dans la foulée cette comédie érotique, où elle n'est que peu dénudée. Par contraste, la Française Véronique Delbourg fait une courte apparition seins nus car elle était la plus âgée des actrices, devenant majeure pendant le tournage.
L'action a lieu dans les années 1950, en pleine vogue du rock 'n' roll, et plusieurs tubes se font entendre pendant le film, la plupart interprétés par Bill Haley & His Comets : Debbie’s Song, My Baby Blue, The First Kiss, See You Later, Alligator, Rock-a-Beatin’ Boogie ainsi que Shake, Rattle and Roll.